# Прапор Апостолового
Пра́пор Апо́столового — один з офіційних символів міста Апостолове Дніпропетровської області, затверджений 15 серпня 2003 року рішенням № 380-9/XXIV сесії Апостолівської міської ради.

## Опис прапора
Квадратне полотнище складається з трьох вертикальних смуг — синьої, жовтої та зеленої (співвідношення їхніх ширин дорівнює 2:2:3).
Автор — Г. Д. Поремчук.

## Символіка прапора
Символіка і кольори прапора відповідають символіці герба Апостолового.